# Итано, Томоми
Томоми Итано (яп. 板野 友美 Итано Томоми, род. 3 июля 1991 года в префектуре Канагава, Япония) — японский идол, певица и актриса, бывшая участница команды K японской поп-группы AKB48. Принимала участие во всех титульных треках всех синглов AKB48, кроме «Chance no Junban», неудачно выступив в отборочном турнире к нему по игре «камень, ножницы, бумага».

## Биография
Родилась в Суйте в префектуре Осака. В 10 лет переехала в префектуру Канагава.

### 2005
30 октября 2005 года в возрасте 14 лет успешно прошла прослушивание в идол-группу AKB48. (Приняты 24 девушки из 7924 претенденток.)

### 2006
25 октября 2006 года дебютировала на мэйджоре в составе AKB48 с синглом «Aitakatta».

### 2007
В 2007 году вместе с Юко Осимой и Томоми Касай была завербована в футзальную команду XANADU loves NHC.
В мае 2007 года вместе со своей подругой Томоми Касай перешла в другое агентство, HoriPro.

### 2008
В сентябре 2008 года дебютировала в качестве модели для популярного женского журнала о моде «cawaii!»

### 2009
В январе 2009 года вошла в состав новой группы AKB Idoling!!!, явившейся результатом сотрудничества между группами AKB48 и Idoling!!!.
1 апреля 2009 года вышла её первая фотокнига «T.O.M.O.rrow».
В состоявшемся в июне—июле 2009 года отборе участниц 13-го сингла заняла 7 место В состоявшемся в июне-июле 2009 года отборе участниц 13-го сингла заняла 6-е место.
10 июля 2009 года в составе группы Nattou Angel вместе с Михо Миядзаки и Томоми Касай выступила на мероприятии, посвящённом Дню Натто. Группа исполнила одноимённую песню, «Nattou Angel».

### 2010
12 марта 2010 года состоялся её переход из Team A в Team K, анонсированный 23 августа предыдущего года.
31 марта 2010 года вышел первый сингл группы Queen & Elizabeth, которую составляли Томоми Итано и её партнёр по сериалу «Kamen Rider W» Томоми Касай.
В мае—июне 2010 года заняла 4 место в отборе для участия в 17-м сингле («Heavy Rotation»), получив 20513 голосов.
В июне 2010 года состоялся дебют Томоми Итано в телерекламе, в рекламном ролике компании «Ito-Yokado».
21 сентября 2010 года неудачно выступила в отборочном турнире к 19-му синглу AKB48 по игре «камень, ножницы, бумага» и не попала на титульный трек.
В октябре 2010 года её была присуждена «Best Jeanist Award» от Japan Jeans Association.
Вместе с Ацуко Маэдой, Юко Осимой и Саякой Акимото снялась
для «VOGUE girl», дополнении к ноябрьскому номеру журналу «VOGUE NIPPON». Журнал появился на прилавках 28 октября.
В начале декабря 2010 года стала победителем «Wedding Best Dresser Award» в категории «Идолы».
7 декабря 2010 года приняла участие в показе бренда свадебной одежды «Scena D’uno» актрисы Канды Уно.

### 2011
В конце января 2011 года вышел первый сольный сингл Томоми Итано «Dear J», достигший 1 места в дневном чарте Oricon, 2 места в недельном и 2 места в месячном за январь.

### 2013
1 февраля Томоми Итано заявила, что «выпустится» из группы в течение 2013 года. Заявление было сделано в театре AKB48 во время презентации нового документального фильма Documentary of AKB48: No Flower Without Rain: Shoujo Tachi wa Namida no Ato ni Nani o Miru?, который вышел на экраны кинотеатров в этот день.
Томоми Итано представила свой четвёртый сингл «1%», дата релиза состоялась 12 июня. Заглавный трек использовался в качестве темы в рекламе «Samantha Vega». Клип был снят в Нью-Йорке, и включает в себя появление американской актрисы и модели Тейлор Момсен.
Томоми выпустилась на церемонии в Tokyo Dome 25 августа. Её финальное выступление в составе AKB48 прошло 27 августа в AKB48 Theater; спектакль транслировался в прямом эфире на Nico Nico Namahousou. Её выпускная песня «Saigo no Door» была выпущена с AKB48 в сингле"Koi Suru Fortune Cookie".
На всеобщих выборах заняла 11 место, ещё до своего выпуска.

### 2014
Весной вышел её новый сингл «little» занявший 4 место в месячном чате Oricon.
После всеобщих выборов группы АКБ48 этого же года, Томоми Итано и ещё две покинувшие группу участницы Синода Марико и Осима Юко вернулись в группу, в Team Surpraise, в которой кроме них состояли и другие популярные участницы. Итано была в этой команде ещё до выпуска Ацуко Маэды, ведь после ухода последней команда приостановила работу.
Летом, 2 июля вышел её первый студийный альбом «SxWxAxG», достигший первого места в дневном чате Oricon. Сингл был выполнен в стиле «хип-хоп».
17 декабря Томоми выпустила свой 6 сингл «COME PARTY», который оказался скандальным. Томоми Итано обвинили в подражании корейской группы «Girl’s Day» песни «Easy Go». После шквала критики продюсеры заявили что эта песня вообще — изначально ремейк корейской, но про это мало кто знал, хотя об этом говорилось в информационных релизах, мелким шрифтом в конце, но не было указано ни в названии ни в описании видео на ютюбе.

## Личная жизнь
5 января 2021 года вышла замуж за профессионального бейсболиста Кэйдзи Такахаси.

## Дискография

### Синглы

#### Соло
| № | Название                                                   | Дата           | Примечания | Наивысшая позиция           | Наивысшая позиция       | Наивысшая позиция        | Продажи (Oricon) | Продажи (Oricon) |
| № | Название                                                   | Дата           | Примечания | Oricon Weekly Singles Chart | Billboard Japan Hot 100 | RIAJ Digital Track Chart | Первая неделя    | Всего            |
| - | ---------------------------------------------------------- | -------------- | ---------- | --------------------------- | ----------------------- | ------------------------ | ---------------- | ---------------- |
| 1 | «Dear J»                                                   | 26 января 2011 |            | 2                           | 2                       | 1                        | 162.871          | 216.423          |
| 2 | «Fui ni» (яп. ふいに)                                      | 13 июля 2011   |            | 1                           | 1                       | 8                        | 90.103           | 115.497          |
| 3 | «10nen Go no Kimi e» (яп. 10年後の君へ Jūnen Go no Kimi e) | 26 апреля 2012 |            | 2                           | 2                       | 3                        | 72.911           | 92.178           |
| 4 | «1%»                                                       | 12 июня 2013   |            | 4                           | 4                       |                          | 44,630           | 55,121           |

## Видеография

### Музыкальные видео
| № сингла | Название             | Официальное видео на YouTube |
| -------- | -------------------- | ---------------------------- |
| 1        | «Dear J»             |                              |
| 2        | «Fui ni»             | смотреть превью              |
| 3        | «10nen Go no Kimi e» | смотреть превью              |

#### AKB48
1. Sakura no Hanabiratachi (яп. 桜の花びらたち)
2. Skirt, Hirari (яп. スカート、ひらり)

1. Aitakatta (яп. 会いたかった)
2. Seifuku ga Jama wo Suru (яп. 制服が邪魔をする)
3. Keibetsu Shiteita Aijou (яп. 軽蔑していた愛情)
4. BINGO!
5. Boku no Taiyou (яп. 僕の太陽)
6. Yuuhi wo Miteiru ka? (яп. 夕陽を見ているか？)
7. Romance, Irane (яп. ロマンス、イラネ)
8. Sakura no Hanabiratachi 2008 (яп. 桜の花びらたち2008)
9. Baby! Baby! Baby!
10. Oogoe Diamond (яп. 大声ダイヤモンド)
11. 10nen Zakura (яп. 10年桜)
12. Namida Surprise! (яп. 涙サプライズ！)
13. Iiwake Maybe (яп. 言い訳Maybe)
14. RIVER
15. Sakura no Shiori (яп. 桜の栞)
  - Majisuka Rock 'n' Roll (яп. マジスカロックンロール)
16. Ponytail to Chouchou (яп. ポニーテールとシュシュ)
  - Majijo Teppen Blues (яп. マジジョテッペンブルース)
17. Heavy Rotation (яп. ヘビーローテーション)
  - Lucky Seven (яп. ラッキーセブン)
  - Yasai Sisters (яп. 野菜シスターズ) — Yasai Sisters
18. Beginner
19. на сингле Chance no Junban (яп. チャンスの順番)
  - Yoyaku shita Christmas (яп. 予約したクリスマス)
  - ALIVE — Team K
20. Sakura no Ki ni Narou (яп. 桜の木になろう)

1. Dareka no Tame ni ~What can I do for someone?~ (яп. 誰かのために ~What can I do for someone?~)
2. Everyday, Kachuusha (Everyday, катюша) (яп. Everyday、カチューシャ)

1. - Korekara Wonderland (яп. これからWonderland)
  - Yankee Soul (яп. ヤンキーソウル)

Queen & Elizabeth
1. Love Wars (яп. Love♡Wars) (саундтрек к телесериалу Kamen Rider W)

## Театральные выступления

### Ю́ниты
Team A 1st Stage «Party ga Hajimaruyo» (яп. チームA 1st Stage「Partyが始まるよ」)
- Skirt, Hirari (2nd Unit) (яп. スカートひらり)
- Hoshi no Ondo (1st Unit) (яп. 星の温度)

Team A 2nd Stage «Aitakatta» (яп. チームA 2nd Stage「会いたかった」)
- Nageki no Figure (яп. 嘆きのフィギュア)
- Garasu no I Love You (яп. ガラスのI Love You)
- Senaka Kara Dakishimete (яп. 背中から抱きしめて)
- Lio no Kakumei (яп. リオの革命)

Team A 3rd Stage «Dareka no Tameni» (яп. チームA 3rd Stage「誰かのために」)
- Nage Kissu de Uchiotose! (яп. 投げキッスで撃ち落とせ！)
- Seifuku ga Jama wo Suru (яп. 制服が邪魔をする)

Team A 4th Stage «Tadaima Rennai Chuu» (яп. チームA 4th Stage「ただいま恋愛中」)
- Faint

Himawarigumi 1st Stage «Boku no Taiyou» (яп. ひまわり組 1st Stage「僕の太陽」)
- Itoshisa no defence (яп. 愛しさのdefence)
- Idol Nante Yobanaide (яп. アイドルなんて呼ばないで)

Himawarigumi 2nd Stage «Yumewo Shinaseru Wakeni Ikanai» (яп. ひまわり組 2nd Stage「夢を死なせるわけにいかない」)
- Confession

Team A 5th Stage «Rennai Kinshi Jourei» (яп. チームA 5th Stage「恋愛禁止条例」)
- Tsundere! (яп. ツンデレ！)

Team K 6th Stage «RESET» (яп. チームK 6th Stage「RESET」)
- Seifuku Resistance (яп. 制服レジスタンス)

## Фильмография
| Год  |   | Русское название   | Оригинальное название | Роль                  |
| ---- | - | ------------------ | --- | --------------------- |
| 2007 | ф | Суицидальная песня | Densen Uta (яп. 伝染歌 Дэнсэн ута) | (яп. AKBショーガール) |
| 2008 | ф |                    | Ai Ryutsu Center (яп. 愛流通センター) | Мами (яп. マミ)       |
| 2009 | ф |                    | Kamen Rider W: Begins Night (яп. 仮面ライダーＷ（ダブル）～ビギンズナイト～)                                                             | Queen (яп. クイーン)  |
| 2010 | с |                    | Majisuka Gakuen (яп. マジすか学園) | Сибуя                 |
| 2010 | ф |                    | Kamen Rider W Forever: A to Z/The Gaia Memories of Fate (яп. 仮面ライダーＷ（ダブル） FOREVER AtoZ／運命のガイアメモリ) (7 августа 2010) | Queen (яп. クイーン)  |